# Survive (David Bowie)
Survive è un brano musicale scritto dal musicista britannico David Bowie e da Reeves Gabrels per l'album 'hours...' del 1999. La canzone venne pubblicata come terzo singolo estratto dal disco nel gennaio 2000, e raggiunse la posizione numero 28 della Official Singles Chart.

## Tracce

### UK CD version 1
1. Survive (Marius De Vries mix) - 4:18
2. Survive (Album version) - 4:11
3. The Pretty Things Are Going to Hell

### UK CD version 2
1. Survive (live) - 4:11
2. Thursday's Child (live) - 5:37
3. Seven (live) - 4:06

### International CD version 1
1. Survive (Marius De Vries mix) - 4:18
2. Survive (Album version) - 4:11

### International CD version 2
1. Survive (Marius De Vries mix) - 4:18
2. Survive (Album version) - 4:11
3. Thursday's Child (live) - 5:37
4. Seven (live) - 4:06

## Formazione
- David Bowie: voce, tastiere, chitarra acustica a 12 corde, programmazione batteria elettronica Roland 707.
- Reeves Gabrels: chitarra elettrica ed acustica a 6 e 12 corde, sintetizzatore.
- Mark Plati: basso, chitarra acustica ed elettrica a 12 corde, sintetizzatore e programmazione, mellotron
- Mike Levesque: batteria
- Brendan Gallagher: chitarra nel "Marius De Vries mix".